# Dick Wilson

Zawodnik Toledo Rockets

Dick Wilson, właśc. John Richard Wilson (ur. 19 listopada 1933 w Washington w Pensylwanii,  zm. 31 grudnia 2008 we Franklin w Tennessee) – amerykański zapaśnik walczący w stylu klasycznym. Trzykrotny olimpijczyk. Dziewiąty w Melbourne 1956 i Rzymie 1960 i czwarty w Tokio 1964. Walczył w wadze muszej.
Piąty na mistrzostwach świata w 1961; odpadł w eliminacjach w 1962. Triumfator igrzysk panamerykańskich w 1959 roku.
Zawodnik Trinity High School i University of Toledo. Trzy razy All-American w NCAA Division I; drugi w 1959, 1960 i 1961 roku.

## Letnie Igrzyska Olimpijskie 1956
| Konkurencja          | Rundy eliminacyjne  | Rundy eliminacyjne    | Rundy eliminacyjne         | Klas. końcowa |
| Konkurencja          | Przeciwnik I        | Przeciwnik II         | Przeciwnik III             | Miejsce       |
| -------------------- | ------------------- | --------------------- | -------------------------- | ------------- |
| 52 kg styl klasyczny | André Zoete (FRA) Z | Ignazio Fabra (ITA) P | Dursan Ali Eğribaş (TUR) P | 9.            |

## Letnie Igrzyska Olimpijskie 1960
| Konkurencja          | Rundy eliminacyjne         | Rundy eliminacyjne     | Rundy eliminacyjne     | Rundy eliminacyjne     | Klas. końcowa |
| Konkurencja          | Przeciwnik I               | Przeciwnik II          | Przeciwnik III         | Przeciwnik IV          | Miejsce       |
| -------------------- | -------------------------- | ---------------------- | ---------------------- | ---------------------- | ------------- |
| 52 kg styl klasyczny | Dumitru Pârvulescu (ROU) P | Iwan Koczergin (URS) R | Franz Burkhard (SUI) Z | Takashi Hirata (JPN) P | 9.            |

## Letnie Igrzyska Olimpijskie 1964
| Konkurencja          | Rundy eliminacyjne    | Rundy eliminacyjne     | Rundy eliminacyjne   | Rundy eliminacyjne    | Klas. końcowa |
| Konkurencja          | Przeciwnik I          | Przeciwnik II          | Przeciwnik III       | Przeciwnik IV         | Miejsce       |
| -------------------- | --------------------- | ---------------------- | -------------------- | --------------------- | ------------- |
| 52 kg styl klasyczny | César del Rio (MEX) Z | Malwa Singh (IND) Z-Wo | Sin Sang-sik (KOR) P | Angeł Kerezow (BUL) P | 4.            |